# Alan Averill

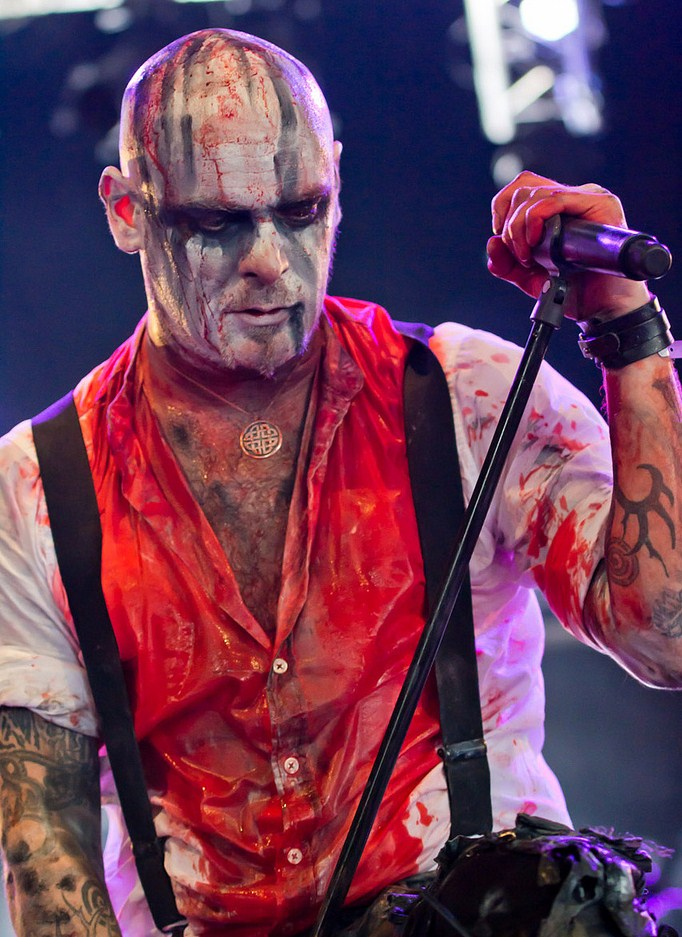
Alan Averill, 2011

Alan Averill (* 26. August 1975 in Dublin), der gelegentlich auch das Pseudonym A.A. Nemtheanga verwendet, ist ein irischer Musiker, der hauptsächlich als Sänger der irischen Pagan-Metal-Band Primordial bekannt ist.

## Leben
Averill wuchs in einer nach eigenen Angaben „ganz normalen Familie im Norden Dublins“ auf. Ungewöhnlich sei nur gewesen, dass seine Mutter katholisch und sein Vater protestantisch war, da nur drei oder vier Prozent der irischen Bevölkerung Protestanten sind. Deshalb wuchs er „ohne Katholizismus auf, war nie in der Kirche und wurde nicht getauft“. Seine Eltern seien sehr offen gewesen, wollten eine säkulare Erziehung für ihn und ermutigten ihn, sich künstlerisch zu entfalten. Dadurch habe er „automatisch eine interessante Position in der irischen Gesellschaft“ eingenommen, „sowohl innerlich als auch äußerlich“. Dies habe ihm ermöglicht, vieles aus einer anderen Perspektive als die meisten seiner Landsleute zu sehen. Ansonsten sei in seiner Kindheit und Jugend nichts ungewöhnlich gewesen. Er sei „einfach nur ein Teenage-Black-Metal-Satanist“ gewesen. Averills Eltern „waren selbst nicht musikalisch, aber sie mochten Musik“. Seine ersten Erinnerungen diesbezüglich sind die an englischen Folk, The Rolling Stones und Joni Mitchell, was sein Interesse an Musik weckte. Mit acht oder neun Jahren lernte er ZZ Top und AC/DC kennen und hörte erstmals Hard Rock. Mitte der 1980er, im Alter von elf oder zwölf Jahren verfolgte er eine Fernsehsendung, die er sich bei seinen Großeltern ansah, in der Judas Priest, AC/DC, Celtic Frost, Exodus, Slayer und Megadeth gespielt wurden. Slayers Lied Hell Awaits sei ihm „zunächst zu heftig“ gewesen, nach zwei Monaten sprach es ihn jedoch an. Iron Maidens Prowler faszinierte ihn beim ersten Hören. Um Busgeld für Musikalben sparen zu können, stieg er immer eine Haltestelle vor der Schule aus. Das erste Album, das er sich selbst kaufte, war vermutlich AC/DCs For Those About to Rock (We Salute You).
In der Schule hatte Averill „ständig Ärger am Hals“ und wollte sich nicht unterordnen, schaffte es aber auch, seine Arbeit „ohne allzu viel Aufwand zu erledigen“. Die damals an irischen Schulen noch übliche Prügelstrafe, bei der es vorkam, „dass man regelrecht herumgeschleudert wurde“, hinterließ bei ihm keine bleibenden Schäden, stärkte jedoch möglicherweise sein Misstrauen gegenüber Autoritäten und seinen Willen, sie zu untergraben. Während Averills Jugend in den 1980ern war Dublin „eine sehr raue Stadt“, in der Jugendliche jedes Wochenende kämpfen mussten und „ständig in Straßenprügeleien verwickelt“ wurden. Mitglieder der Metal-Subkultur mussten „darum kämpfen, Metaller sein zu dürfen“. Averill konnte es jedoch vermeiden, jemals verhaftet zu werden. Die englische Band Venom übte einen großen Einfluss auf ihn aus, allerdings war es vor allem Bathorys Under the Sign of the Black Mark, das ihm „klarmachte, dass ich mit dem gängigen Mainstream-Metal nicht mehr viel anfangen konnte […]. Ich kaufte es Ende ’87 als Tape, und als ‚Massacre‘ aus den Boxen krachte, hatte das dieselbe Wirkung auf mich wie Maidens ‚Prowler‘ ein paar Jahre vorher. Dies war ein Moment, der mein Leben verändern würde. Bathory wurde meine Band, unsere Band. Die ‚Not‘-Thrash-Kids und die Skateboarder verachteten uns - aber wir fühlten uns bestätigt, als ‚Blood Fire Death‘ erschien. In dem Moment, wo ich das Album neben all den Ed-Repka-Artworks sah, wusste ich, dass unser Musikgeschmack niemals wieder der alte sein würde. Und ich lag richtig. Bathory klangen tatsächlich böse...“ 1987 oder 1988 begann er auch mit dem Tape-Trading und entdeckte Bands aus dem damaligen Black-Metal-Untergrund für sich. 1988, im Alter von dreizehn Jahren, ging Averill auf sein erstes Konzert, eines der Band Metallica.
Erste eigene Live-Erfahrungen sammelte Averill „in sehr mittelmäßigen Schülerbands, die auf Talent-Wettbewerben zockten“. Er spielte damals „mehr schlecht als recht Venoms ‚Witching Hour‘ oder Discharges ‚State Violence State Control‘ auf dem Bass“, während seine Eltern im Publikum zusahen. 1991 stieg er aufgrund einer Anzeige im wichtigsten Metal-Laden Dublins als Sänger bei einer damals Forsaken genannten Band ein, auf die außer ihm niemand geantwortet hatte. Nach eigenen Angaben war er bei der ersten Probe „entsetzlich“, brachte aber Kenntnisse der Untergrundszene ein, die er durch Kontakte im Untergrund über mehrere Jahre sowie als Autor eines Fanzines erworben hatte. Die Band trat im September oder Oktober in der Gemeindehalle von Skerries erstmals mit ihm auf. Außerdem begann sie, eigene Lieder zu schreiben. Im Jahr darauf gab die Band einige Konzerte in Dublin. Im Sommer 1992 erschien eine Sampler-Kassette mit einer Proberaumversion von The Darkest Flame, die laut Averill die wohl größte Rarität für potentielle Primordial-Komplettisten sein dürfte. Diese Kompilation war die erste ihrer Art in Irland und laut Averill einer der wichtigsten Wendepunkte. Aufgrund satanischer und okkulter Referenzen in den ersten eigenen Liedern der Band zerstritten diese und der Rest der irischen Szene sich. Außerdem schrieb die Band das Lied To Enter Pagan, das nach wie vor zu ihrem Live-Repertoire gehört, und benannte sich im Dezember in Primordial um. Neben Erfahrungen mit psilocybinhaltigen Pilze konsumierte er, als er mit der Band Mourning Beloveth zusammenlebte, mit dieser mitunter exzessiv Ecstasy.
Er war auch Sänger der Funeral-Doom-Band Void of Silence, verließ diese aber am 17. April 2009 aufgrund seiner Beschäftigung bei Primordial. Zudem ist er Frontmann der Bathory-Tribut-Band Twilight of the Gods.
Im Jahr 2008 erhielt Averill ein Journalismus-Diplom an der Dublin City University und arbeitete für das Magazin Zero Tolerance. Anfang 2010 reiste er nach Kanada, um dort zusammen mit Vermin und J. Read (Axis of Advance, Conqueror) den Gesangspart auf Blood Revolts Debütalbum Indoctrine aufzunehmen. Das Album wurde Ende 2010 über Profound Lore und Invictus veröffentlicht. Seit 2010 ist er außerdem Vertreter für A&R bei Metal Blade Records, er gründete sein eigenes Label Poison Tongue als Ableger.
Im ersten Jahr der COVID-19-Pandemie antwortete Averill Diana Glöckner vom Legacy auf die Frage, wie es ihm gehe: „Diese Situation ist abgefuckt. […] Ich bin gesund und überlebe, wir tun alle, was wir können. Mental ist es eine andere Geschichte. Das Einzige, was meine geistige Gesundheit noch rettet, ist Sport, Rennen und mich fit zu halten.“ Er startete einen Podcast, was er schon vorher geplant hatte, aber infolge der Pandemie wurde das Vorhaben schneller umgesetzt. Auf die Frage nach Stream-Konzerten antwortete er, er weigere sich, „einen gestreamten Gig online ‚vorzutäuschen‘“, möglich sei allenfalls die Aufnahme einer Probe.

## Ideologie
Während Averills Band Primordial ihre ersten beiden Lieder, Nefarious Affliction und Prince of the Sky, schrieb und deren laut Averill naive, satanische und okkulte Referenzen zu Zwietracht zwischen der Band und der übrigen irischen Szene führten, sahen er und seine Band sich zunehmend dem Black Metal nahestehend und den Death Metal als „größtenteils gesetzt und langweilig“ an. Die Frage, ob er „irgendeine Vorstellung oder einen Glauben, was nach dem Tod kommt“, habe, verneinte er 2014. Er glaube momentan, dass die Energie der Sterblichen „einfach nur zurück in die Erde geht, woher sie gekommen ist“. Es sei eine „gottlose Existenz“, und diese Haltung sei auch in Primordials Musik zu finden. Averill ist „fasziniert vom Golden Dawn und anderen hermetischen, okkulten Bewegungen des späten 19. und frühen 20. Jahrhunderts“ und „auf der Suche nach Wissen und Antworten“. Diese Suche ende „vermutlich nie“.
Nemtheanga äußerte, sich mehr als politische und weniger als spirituelle Person und Gleichgültigkeit als modernes Übel anzusehen. Er versuche jedoch, sein Interesse an Politik „nicht zu sehr bei Primordial durchschimmern zu lassen“. Insbesondere durch die (meist englischsprachigen) Texte der Band drückte sich eine intensive Beschäftigung mit irischer Tradition und Geschichte aus; im Gegensatz zur Band Void of Silence, in der Averill ebenfalls aktiv ist, drehen sich die Texte bei Primordial weniger um ihn als um allgemeinere Themen. Black Metal hingegen basierte, wie er betont, „immer auf einer spirituellen oder idealistischen Sichtweise. Die […] Texte und die generelle Ästhetik mussten satanisch, esoterisch, okkult oder gar religiös sein, um als ‚orthodox‘ durchzugehen. Schlicht und einfach: keine Abweichungen, keine Kompromisse. Das habe ich 1992 so gesehen, und das sehe ich auch heute noch so.“ Inspiriert wird Averill unter anderem von Statuen in alten europäischen Kirchen und der durch sie dargestellten Brutalität. Primordial versteht er als Kunst und nicht als Unterhaltung. In Interviews und Liedtexten betont er oftmals Werte wie Stärke, Ehre und Kampfgeist.

## Diskographie
Mit unterschiedlichen Bands wurden mit und von ihm veröffentlicht:
| Mit Primordial - siehe Primordial (Band)#Diskografie | Mit Void of Silence - Human Antithesis (2004) Mit Blood Revolt - Indoctrine (2010) Mit Plagued - Plagued/Trimonium (Split mit Trimonium, 2007) Mit Dread Sovereign - All Hell’s Martyrs (2014) - For Doom the Bell Tolls (2017) | Als Gast- oder Session-Musiker - Marduk · Rom 5:12 (Gesang bei Accuser/Opposer, 2007) - Eluveitie · Evocation I – The Arcane Dominion (Gesang bei Sacrapos – At First Glance und Nata, 2009) - Morphosis · Rise of the Bastard Deities (Gesang bei Kindred, 2009) - Rotting Christ · Aealo (Gesang bei Thou Art Lord, 2010) |